# Acció del 5 de setembre de 1918
L'acció del 5 de setembre de 1918 va ser una batalla naval que es va lliurar durant la Primera Guerra Mundial a 170 milles nàutiques (320 km) de la costa de França, a l'Atlàntic Nord, entre un U-boot alemany i vaixells de guerra estatunidencs.

## Antecedents
El SS Kronprinzessin Cecilie era un transatlàntic alemany que operava entre els Estats Units i Europa. Al començament de la guerra, va buscar refugi en el llavors neutral Estats Units per a evitar ser requisat per la Royal Navy Britànica i es va quedar en Bar Harbor, Maine, on va ser internat. Després que els Estats Units entressin a la Primera Guerra Mundial l'abril de 1917, el vaixell va ser confiscat i lliurat a l'US Navy, que el va reanomenar USS Mount Vernon en honor de Mount Vernon. L'USS Mount Vernon va ser utilitzat per al transport de tropes estatunidenques cap a França a través de l'Atlàntic.
El SM U-82 era un U-boot alemany que va tenir molts èxits en diverses patrulles per l'Atlàntic per a enfonsar qualsevol vaixell dels Aliats.

## L'acció
Durant el matí del 5 de setembre de 1918, l'USS Mount Vernon i quatre destructors, que havien sortit de França i es dirigien en comboi cap als Estats Units, van ser atacats pel U-82.
El periscopi del submarí alemany va ser vist, a 460 m de l'amura d'estribord, per un mariner de la tripulació de l'USS Mount Vernon i immediatament va disparar contra el submarí. Els trets van ser un èxit.
Sense semblar estar afectat pels trets, que pel que sembla no van causar danys, l'U-82 va emergir a la superfície. El submarí va disparar un sol torpede contra l'USS Mount Vernon i després va tornar a submergir-se. El capità estatunidenc va ordenar «timó a la dreta», però el vaixell no podia girar prou de pressa i va ser copejat.
Els destructors USS Winslow, USS Conner, USS Nicholson i USS Wainwright van respondre immediatament i es van acostar a la zona de batalla. Una vegada que van arribar prop de l'USS Mount Vernon, van observar els danys causats per una gran explosió a la banda del vaixell.
El comandant alemany, veient que els destructors estatunidencs s'acostaven ràpidament, va decidir no llençar un segon torpede, per la qual cosa el vaixell atacat no va patir més danys. Els quatre destructors van deixar caure càrregues de profunditat durant molts minuts però no van aconseguir enfonsar el submarí, que es va escapar.
L'USS Mount Vernon va patir danys considerables, però després de les reparacions improvisades urgents va ser capaç de tornar al port de Brest (França) junt amb un vaixell aliat com a protecció addicional. L'explosió del torpede va causar la mort de 36 dels 1.450 homes a bord, i altres 13 van resultar ferits.

## Conseqüències
Després de les reparacions temporals que es van fer a Brest, el vaixell es va dirigir cap Boston per a efectuar una reparació completa. Aquesta va ser l'última batalla de l'USS Mount Vernon de la guerra i un dels dies més sagnants per a l'US Navy durant el conflicte amb Alemanya.

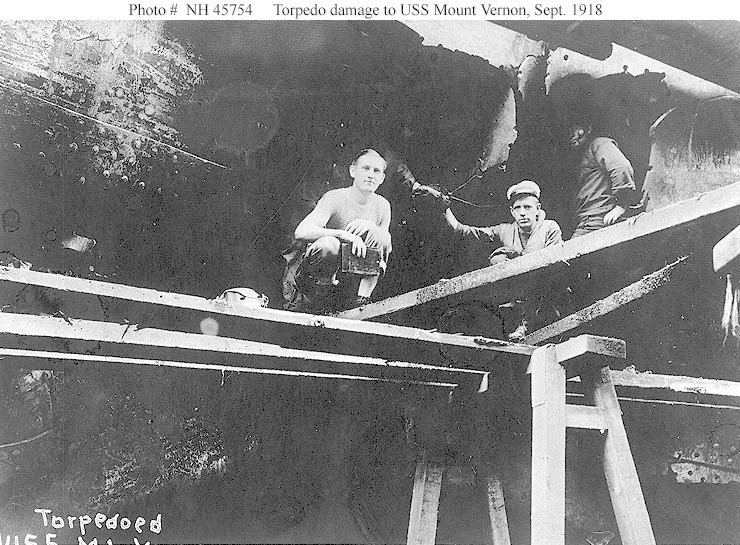
Danys del casc de l'USS Mount Vernon causats per un torpede. Drassana de Brest (França), 1918
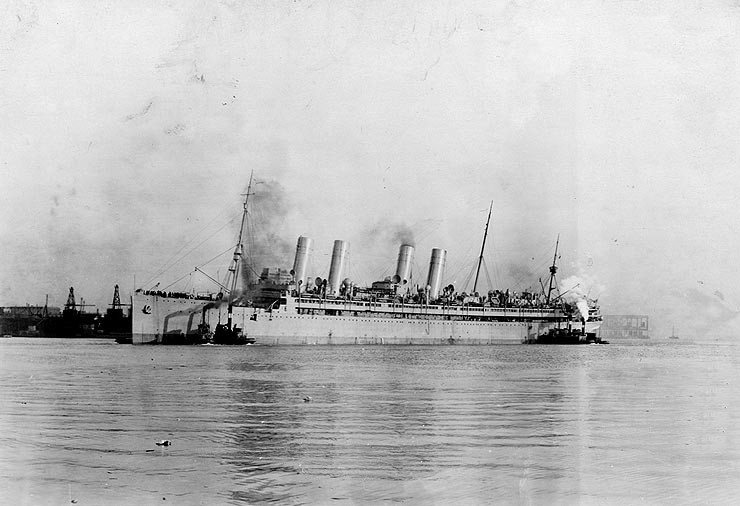
USS Mount Vernon al port de Boston, després de rebre la reparació dels danys infligits al seu casc pel SM U-82, 1919

L'U-82 va continuar lluitant, com també ho van fer els quatre destructors estatunidencs.